# Carl Didrik Hamilton
Carl Didrik Hamilton af Hageby, född 11 juli 1766, död 1 juli 1848, var en svensk friherre, fideikommissarie och ämbetsman. Han var son till hovmarskalken, överkammarherren och landshövdingen i Jönköpings län, Fredric Ulric Hamilton af Hageby och Hedvig Maria Taube samt far till Hugo Hamilton.
Hamilton blev utnämnd kammarherre hos drottning Sofia Magdalena och behöll den tjänsten tills hans utnämning till hovstallmästare hösten 1790. Hamilton blev överstelöjtnant 1792, överadjutant och överstekammarjunkare hos Gustav III 1794, och var landshövding i Örebro län 1796–1801 och överstekammarherre 1810–15.Vid Riksdagen år 1810 (tronföljarriksdagen) i Örebro var Hamilton ordförande i statsutskottet. Han var innehavare av Bo fideikommiss och efterlämnade memoaranteckningar, vilka utgavs av Carl Fredrik Ridderstad.
Hamilton gifte sig den 24 maj 1796 med sin kusin Anna Chatarina Adelheim, dotter till hovjunkaren Erik Adolf Adelheim.